# Нумъягун
Нумъягун (устар. Нум-Ягун) — река в России, протекает по территории Пуровского района Ямало-Ненецкого автономного округа. Начинается в безымянном озере на юге района на высоте 124,1 метра над уровнем моря, протекает по заболоченной местности в северном направлении. Устье реки находится в 29 км по правому берегу реки Камчинъягун на высоте 97 метров. В низовьях Нумъягуна произрастает сосновый лес. Длина реки составляет 29 км.

## Данные водного реестра
По данным государственного водного реестра России относится к Нижнеобскому бассейновому округу, водохозяйственный участок реки — Пур, речной подбассейн реки — Подбассейн отсутствует. Речной бассейн реки — Пур.
По данным геоинформационной системы водохозяйственного районирования территории РФ, подготовленной Федеральным агентством водных ресурсов:
- Код водного объекта в государственном водном реестре — 15040000112115300054922
- Код по гидрологической изученности (ГИ) — 115305492
- Код бассейна — 15.04.00.001
- Номер тома по ГИ — 15
- Выпуск по ГИ — 3